# Trigonurella achterbergi
Trigonurella achterbergi är en stekelart som beskrevs av T.C. Narendran 1987. Trigonurella achterbergi ingår i släktet Trigonurella och familjen bredlårsteklar.
Artens utbredningsområde är Filippinerna. Inga underarter finns listade i Catalogue of Life.